# Astaszycha (obwód amurski)
Astaszycha (ros. Асташиха) – wieś (ros. seło) w południowo-wschodniej Rosji, terytorialnie i administracyjnie należąca do rejonu buriejskiego, w obwodzie amurskim. 
Według danych statystycznych z 2016 roku wieś Astaszycha zamieszkiwało 116 mieszkańców. 